# Christoph Hering
Christoph Hering (* 24. November 1939 in Oedelsheim) ist ein deutscher Mathematiker, der sich mit Gruppentheorie und deren Anwendung in der Geometrie und algebraischer Kombinatorik befasst. Er ist Professor an der Universität Tübingen.
Hering wurde 1962 bei Reinhold Baer und Ruth Moufang an der Johann Wolfgang Goethe-Universität Frankfurt am Main promoviert (Eine Charakterisierung der endlichen zweidimensionalen projektiven Gruppen) Er war 1963/64 Assistent in Frankfurt, habilitierte sich 1966 an der Universität  Mainz und war in Chicago, bevor er 1974 Professor in Tübingen wurde. In den 1970er Jahren war er Dekan des Fachbereichs Mathematik.
1965 gab er eine Klassifikation der Möbius-Ebenen basierend auf ihren Automorphismengruppen ähnlich wie zuvor schon Hanfried Lenz und Adriano Barlotti für die projektiven Ebenen (Lenz-Barlotti-Klassifikation).